# Victor Sterpu
Victor Sterpu (ur. 14 czerwca 1999) – mołdawski judoka. Olimpijczyk z Tokio 2020, gdzie zajął dziewiąte miejsce w wadze lekkiej
Uczestnik mistrzostw świata w 2018, 2019, 2021, 2022 i 2023. Startował w Pucharze Świata w 2018, 2019 i 2023. Mistrz Europy w 2020 roku.

## Letnie Igrzyska Olimpijskie 2020
| Konkurencja | Eliminacje              | Eliminacje           | Klas. końcowa |
| Konkurencja | Przeciwnik I            | Przeciwnik II        | Miejsce       |
| ----------- | ----------------------- | -------------------- | ------------- |
| 73 kg       | Magdiel Estrada (CUB) Z | Tohar Butbul (ISR) P | 9.            |